# Kirchweidach
Kirchweidach település Németországban, azon belül Bajorországban. Lakosainak száma 2836 fő (2023. december 31.). Kirchweidach Burgkirchen an der Alz, Halsbach és Garching an der Alz községekkel határos.

## Népesség
A település népessége az elmúlt években az alábbi módon változott:
| Lakosok száma | 488  | 1438 | 1069 | 1661 | 2248 | 2283 | 2438 | 2537 | 2676 | 2836 |
|               | 1875 | 1950 | 1975 | 1987 | 2012 | 2014 | 2016 | 2017 | 2021 | 2023 |